# Cimon della Pala
De Cimon della Pala, ook wel Cimone of Cervino delle Dolomiti genaamd, is een berg in de Dolomieten, in het oosten van de Italiaanse provincie Trente.
Het is de bekendste en meest noordelijke top van de berggroep Pale di San Martino. Door zijn markante vorm heeft de berg de bijnaam Matterhorn van de Dolomieten gekregen. Aan de noordzijde ligt de kleine en steile gletsjer Ghiacciaio del Travignolo. De Cimon della Pala verheft zich ten oosten van de Rollepas op de grens van het Val Travignolo en het Valle Primiero. Ten zuidoosten van de top ligt de Cima della Vezzana (3193 m), het hoogste punt van het massief.
Het hoogste punt van de Cimon della Pala is bereikbaar via de "variante per la vetta", een voor ervaren alpinisten eenvoudig klimparcours. De route gaat via de bivakhut Fiamme Gialle en de via ferrata Bolver-Lugli richting de top. De Rifugio Capanna Cervino (2084 m) ligt onderweg van de Rollepas naar de top van de Cimon della Pala.